# Ischnodemus badius
Ischnodemus badius är en insektsart som beskrevs av Van Duzee 1909. Ischnodemus badius ingår i släktet Ischnodemus och familjen Blissidae. Inga underarter finns listade i Catalogue of Life.